# Parenglerula macowaniana
Parenglerula macowaniana är en svampart som först beskrevs av Felix von Thümen, och fick sitt nu gällande namn av Franz Xaver von Höhnel 1910. Parenglerula macowaniana ingår i släktet Parenglerula och familjen Englerulaceae.   Inga underarter finns listade i Catalogue of Life.